# Bienen
Bienen is een plaats en ortsteil behorend tot de gemeente Rees in de Duitse deelstaat Noordrijn-Westfalen. Het dorp ligt in Kreis Kleve in het Nederrijngebied op de rechteroever van de Rijn, drie kilometer ten westen van Millingen, en heeft bijna negenhonderd inwoners. 

## Grietherbusch en Grietherort
Bienen ligt net achter de dijk. Tot Bienen behoren ook de buurtschappen Grietherbusch en Grietherort. Deze liggen aan de Rijn, buitendijks ten westen van Bienen, te midden van natuurgebieden. Deze natuurgebieden zijn: de Grietherorter Altrhein en de Bienener Altrhein. 
Binnendijks bevindt zich de voormalige windmolen "Rosau", die teruggaat op een middeleeuwse verdedigingstoren. Aan de dijk rond Bienen is in het bouwkundig monument Haus Weegh een natuurbeschermingsstation gevestigd. De dijk werd rond 2020 vernieuwd en verhoogd.
Ten noorden van Slot Hueth wordt het landschap gekenmerkt door een netwerk van rechte afwateringssloten. In dat poldergebied bevinden zich de beschermde vogelbroedgebieden van de Hetter-Millinger Bruch.

## Verkeer
- Bienen ligt aan de doorgaande weg Bundesstraße 8 nabij de kruising met de Bundesstraße 67. Ten noorden van Bienen verloopt de A3 (Arnhem-Oberhausen) met knooppunt Rees.
- Regionale treinen van de spoorlijn Oberhausen - Emmerich stoppen op de halteplaats Millingen (b Rees) en onderhouden verbindingen met Emmerik en Wesel.
- Het busvervoer wordt verzorgd door de NIAG.

## Geschiedenis
In maart 1945, in de nadagen van Operation Veritable, werd de plaats zwaar gebombardeerd en voor het overgrote gedeelte in puin gelegd. Arbeitslager Groin of Kamp Rees lag op geringe afstand van Bienen en herbergde in de winter van 1944-45 honderden Nederlandse en buitenlandse dwangarbeiders. 
Aan de muur van de begraafplaats rond de kerk zijn plaquettes aangebracht ter ere van de slachtoffers en de bij de bevrijding gesneuvelde Schotse en Canadese soldaten. Aan de rand van het dorp ligt de Duitse militaire begraafplaats Bienen.

## Afbeeldingen

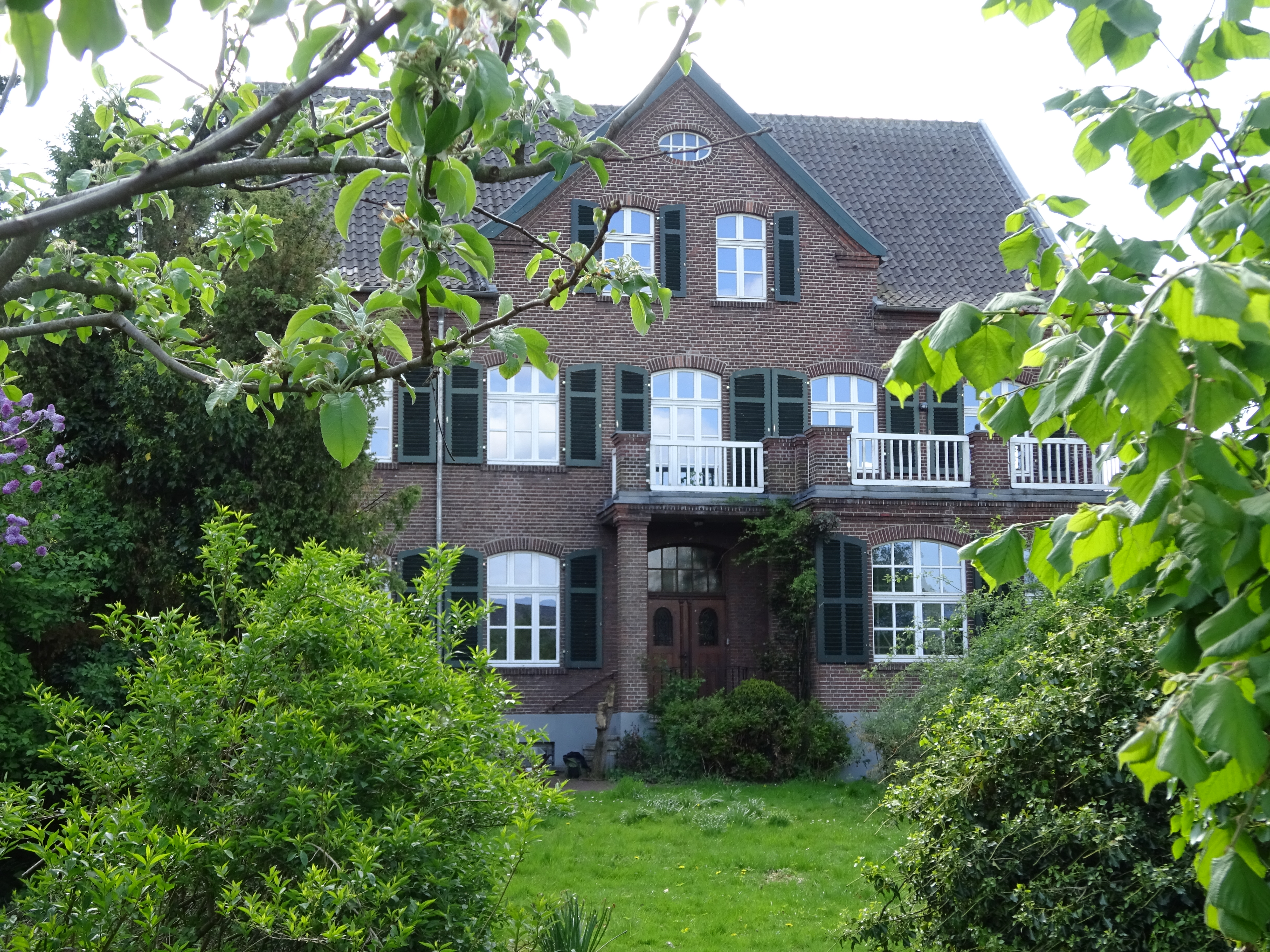
Haus Weegh
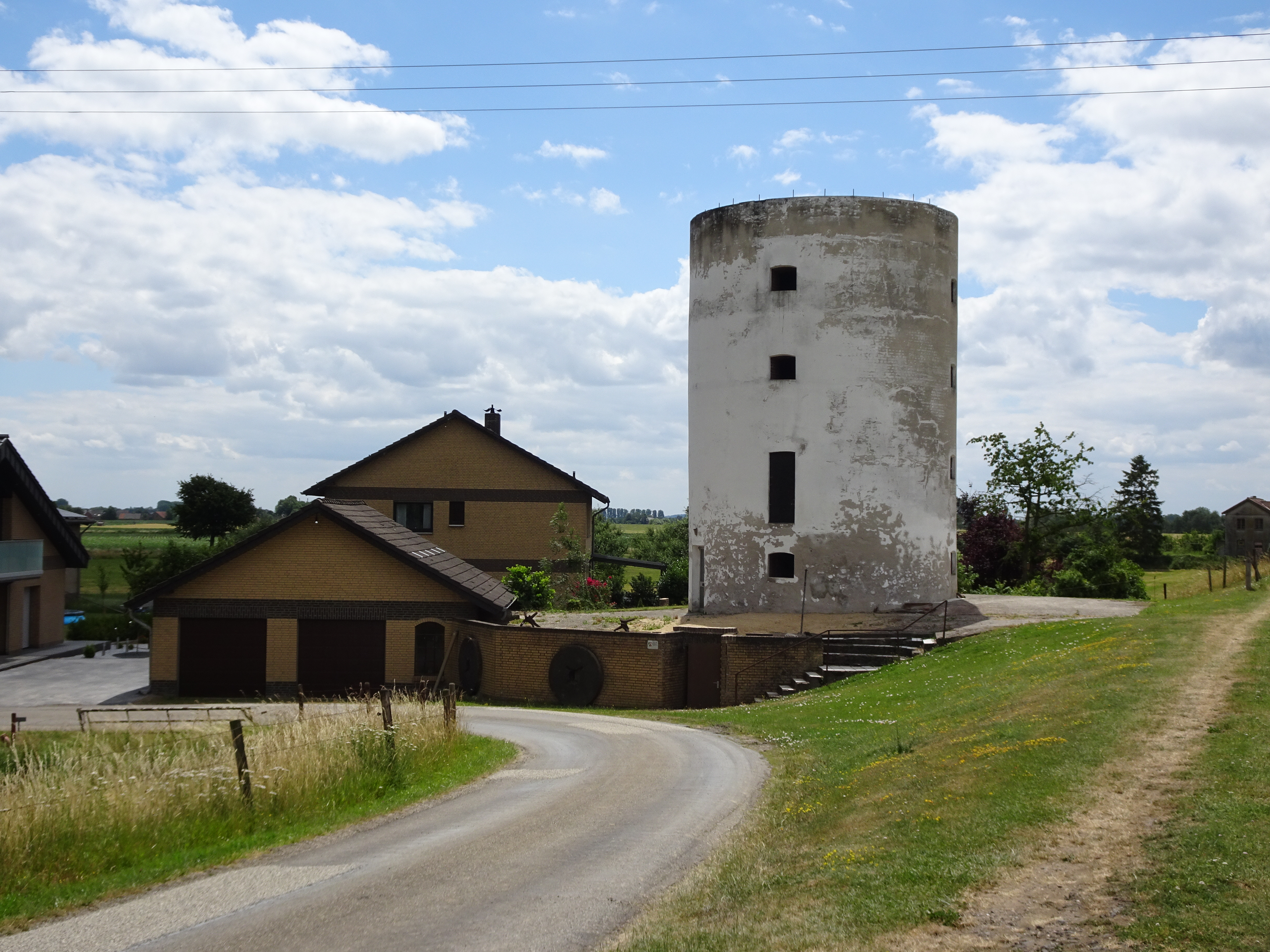
Zur Rosau
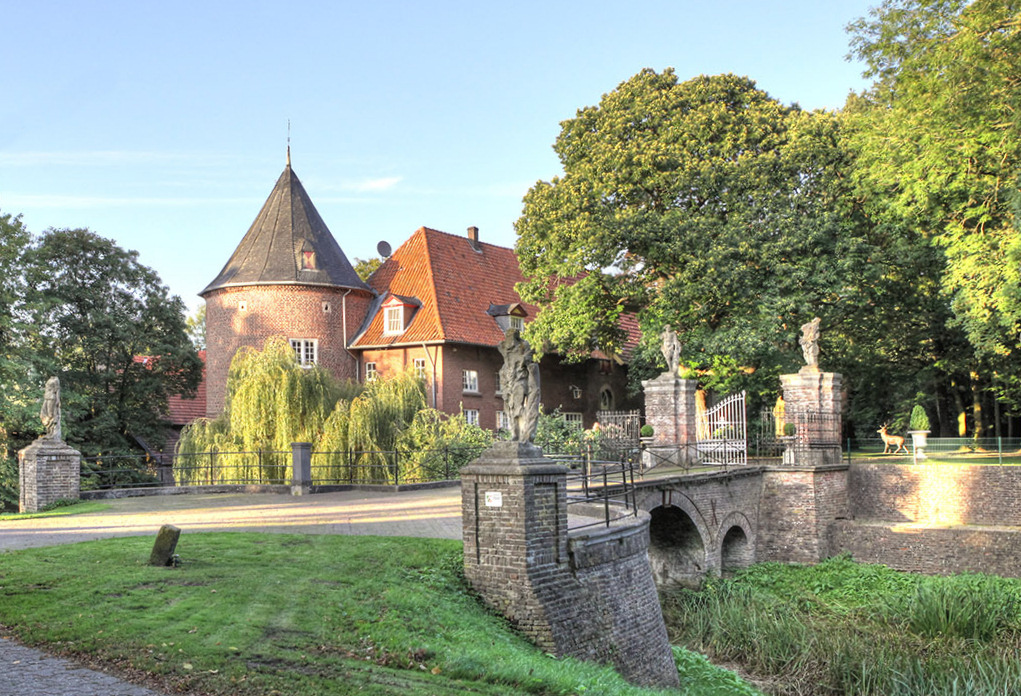
Slot Hueth